# カバチタレ!
『カバチタレ!』は、監修：青木雄二、原作：田島隆、作画：東風孝広による日本の漫画作品、およびこれを原作としたテレビドラマ。講談社の漫画雑誌『モーニング』1999年23号から2005年30号まで連載された。その後、『モーニング』2005年33号から2013年20号までは続編および第2部となる『特上カバチ!! -カバチタレ!2-』（とくじょうカバチ カバチタレ・ツー）を、2013年23号から2021年42号までは第3部となる『カバチ!!! -カバチタレ!3-』を連載した。2020年10月時点で累計発行部数は800万部を突破している。
2001年にフジテレビ系「木曜劇場」枠で『カバチタレ!』、2010年にTBS系「日曜劇場」枠で『特上カバチ!!』を原作としたテレビドラマが放送された。

## 概要
行政書士事務所を舞台にして、主人公である田村勝弘が様々なトラブルに葛藤しながら、法律知識を用いて依頼人を守っていく物語である。
毎回の依頼者や、ゲストキャラの多くは広島在住者で、男女を問わず多少誇張された広島弁で喋るのが特徴である。
青木雄二は本作の監修者とされているが、コマ割りや絵柄など青木の作風を踏襲しており、内容も法律を悪用しながらも様々な手段を用いて戦っていく青木の独特のテイストを含んでいる。単なる勧善懲悪な物語ではなく解決せずに終わった話も多い。単行本の表紙などでは、青木の名前が原作者や作画よりも強調されていた。　
作者曰く「事件屋をもとにした『がんぼ』の方が玄人の法律家に支持されている」という。
同じ原作：田島隆、作画：東風孝広により『イブニング』で連載している事件屋をテーマにした作品『極悪がんぼ』とは世界設定が共通しており、『極悪がんぼ』の主人公である神崎守と本作の主人公である田村が鉢合わせする場面がある他『極悪がんぼ』においては大野事務所と神崎が直接交渉するシーンがあったり、神崎が大野事務所に出向くシーンがある。また、監修者である青木雄二の作品『ナニワ金融道』に登場する帝国金融の広島支店の看板も登場しており、同一の世界にあることが示唆されているが、特上カバチにタイトルを変更してからは、がんぼの登場人物が登場することは一切なくなった。
タイトルについては、主人公の田村が行政書士試験に合格するまでは『カバチタレ!』、試験に合格して資格を取ってからは『特上カバチ!! -カバチタレ! 2-』、事務所を引き継いで所長になってからは『カバチ!!!-カバチタレ！3-』と変更されている。カバチとは広島弁で「屁理屈」を意味し、カバチタレとは「屁理屈屋」の意である。また台湾や韓国といった日本国外でも出版されている（台湾での本作品のタイトルは「代書萬萬歳!」）。

## 『カバチタレ!』の実用性に関する原作者の言及について
原作者の田島隆は『カバチタレ!』の実用性について「大げさにものごとを進めないといけない部分もありますし、わかりやすさを重視することで、正確性というものが犠牲になる面もある」とし「純粋な実用書として使うにはやはりリスキーな面もある」と述べ、作品を「法律実務のイメージをつかむ入門書」程度のものとしている。
また、作中何度も出ている「行政書士も法律事務ができる」とされている平成27年広島高裁判決について広島弁護士会所属の大村真司氏に否定されている。大村真司氏の指摘は至極もっともである。他方、専門的な許認可を専門とする大多数の行政書士にとって、弁護士法違反の嫌疑がかかるような底辺的な民事紛争事案は、むしろ接点を持つことすら避けたい一般市民らを相手にする底辺事件であって、生活に困窮している行政書士以外は、普通手出ししない領域である。

## 登場人物

### 大野事務所関係者
広島県広島市中央区に事務所を持つ行政書士事務所。経営については『特上カバチ!! -カバチタレ! 2』終盤に資金繰りに困る描写があり、重森は「無駄な人員を入れる必要のない零細企業」と語っている。
田村 勝弘（たむら かつひろ）
主人公。大野事務所の補助者。登場人物の中では珍しく、広島弁で話さない。モデルは田島事務所のT村氏。
ビルメンテナンス会社で働くごく普通の青年だったが、理不尽な理由で懲戒解雇され、途方に暮れていたところ大野と知り合い、退職金と未払い分の給料が支払われるようにしてくれた事に驚き、行政書士に興味を持ち補助者として大野事務所に入所した。根は真面目だが正義感や思い込みから言動が直接的になる事が多く、事務所のメンバー全員の協力で解決まであと一歩という所で感情的に行動してしまい失敗となったケースもある。特上カバチ以降は行政書士試験に合格した後に大野の好意により所内で開業した「開業行政書士」となり、最終回では業務停止処分を受けた大野に代わり、大野より事務所の新所長に任命される。カバチ以降は所長として活動しているものの、栄田や重森からはぞんざいに扱われるようになる。
所長として働くうちに前所長の大野との方針との食い違いを他の所員に指摘されることが増え、さらに田村が担当した依頼者たちの応援もあり、独立を決意するに至った。
大野 勇（おおの いさむ）
大野事務所の所長。トラックドライバーの前は事件屋であったがある理由により裏の世界から離れ、のしあがってきた苦労人。外車を複数所持しているなどかなり儲けており、仕事の成功率は極めて高い。田村や住吉、金田は「大野先生」と呼ぶが、栄田や重森からは「ダイ」或いは「大センセ」と、検備沢からは「イサムちゃん」と呼ばれている。
普段は常に飄々としているが、いざ事件に臨むと強いカリスマ性のもと、駆け引きと法理論を駆使する事務所の責任者である。ただし書面作成や提出といった作業は普段している描写がなく、金田の独立直後で田村も金田の手伝いに行っていた時にやっていた程度である。この時も栄田や重森より作業効率が悪く、栄田には事務所の経営者であるにもかかわらず「真っ先にリストラすべき」と言われている。
所員には厳しく接することも多く、栄田が依頼人の相手を騙して脅そうとしたときに「どんな相手でも法律職たるもの誠心誠意で対しなさい」と注意したり、また、栄田や重森が大野の怒りを買うことを恐れて競売妨害まがいのことをするシーンも描かれている。
善人とも悪人とも言えない人物で、顧客から依頼されたという理由で過失致死罪に問われそうになり、泣きついた男を罪に問われないようにその罪をもみ消したり、そのせいで風俗に身を落とす事になった遺族女性の姿を見て不満を持った田村に対し「彼女にとっての不幸はうちに依頼する事を知らなかった事」「もし彼女が先に依頼してきたら全力で助けた」と発言している。
法的な行動力は六法全書にとどまらず役所の手続きなどにも精通していて、詐欺師を罠に嵌めたり、弁護士相手に勝利することもあった。
【特上カバチ!! -カバチタレ! 2-以降】
『特上カバチ!!』終盤では依頼人の親族が死亡する交通事故に関与、その調査方法と集めた証拠の扱い方が原因で行政書士会から業務停止処分を受けてしまう。そこで事務所を存続させるため田村を所長に任命した。
重森 寛治（しげもり かんじ）
一貫して大野事務所の補助者で、事務所では一番の古株。通称は「重さん」だが、田村や住吉、金田からは「重森さん」と呼ばれることも多い。
大野とは20年来の付き合いであり、広島の商業高校を卒業し、大阪で働いていた時に当時トラック運転手をしていた大野と出会い意気投合。引き抜かれる形で大野事務所の補助者となった。補助者であるにもかかわらず有資格者（田村、金田、住吉）を差し置いて事務所の管理を任されるなど大野の信頼も厚い女房役である。法律家としてのスタンスは、正しいことが現実と違った時には、不本意ながらも現実に合わせ、落としどころを探っていくことも考えるべきというスタンスである。カバチ以降所長となった田村の部下になったものの、田村をぞんざいに扱う。
アンモナイト柄のスーツを愛用。通勤などの移動には主にスクーターを使用している。
栄田 千春（さかえだ ちはる）
一貫して大野事務所の補助者であり、大野事務所に入社して間もない田村の先輩で教育係として2人で同じ事案を扱うことが多い。
度々遅刻寸前で駆け込んでくる場面が描かれるなど大雑把なキャラクターではあるが、カバチタレ～特上カバチおいては、田村の良き先輩であり、田村が暴走した際には上司の重森と板ばさみになりながらも田村をかばうシーンも多かった。また、過去の経験から小規模な店舗などの経営者、貧しい家庭などに対しては思い入れが強く、離婚事案を手がけた際に暴走して退職覚悟で有印私文書偽造をやろうとしたこともある。
若い時は行政書士資格を取るべく試験勉強に励んでいたが、今は「補助者の方が気楽」と、資格試験を受ける気は余り無い模様。
家庭に恵まれておらず虐待を受けて育ったため、親の身勝手な行為で子供が理不尽に会うことを嫌っている。それ故に、子供の人権より女性の権利を優先しがちな住吉を態度には出さないものの嫌っている。カバチ以降は、所長に就任した田村をぞんざいに扱う。
金田 銀四郎（かねだ ぎんしろう）
『カバチタレ!』では当初は大野事務所の補助者であったが、後に大野の師匠に当たる坂本行政書士の後継者含みでもみじ行政書士事務所を預かることになり、そのまま所長に就任した。『特上カバチ!!』以降は引き続きもみじ行政書士事務所所長を務めている。通称は「金ちゃん」だが、実際に呼んでいるのは栄田だけである。田村と同じく広島弁を使わず、標準語を使っている。
行政書士と社会保険労務士の有資格者であるが、独立するまでは行政書士会、社会保険労務士会に登録していなかった。事務所に入ったのは栄田より早く、重森に次ぐ古参であるが、田村に条文暗記の重要性を語った際には重森に「学生の勉強」「本の知識がすんなり通るほど現実は甘くない」と一蹴され、補助者時代は現実と理想のバランスという点で重森と対立することも多かった。
プレイボーイとして振舞っており、田村にデートのアドバイスなどもしていた。
住吉 美寿々（すみよし みすず）
『特上カバチ!!』から登場。田村と借金事案で争った後に入社した。普段は広島弁を使わないが、故郷に住む友人や家族と話す時は広島弁となる。モデルは田島事務所のS吉氏。
離婚歴があり（バツイチ）、元夫は不倫を行っていた上に共働きにもかかわらず家事を一切しない上、手料理を捨てるなどのモラルハラスメント行為で住吉を家政婦のように扱っていたうえに、夫の母親との関係も険悪だったことも手伝って離婚している。東京の大学を卒業後、銀行員、司法書士補助者を経て行政書士事務所に勤務。行政書士事務所を退職後、広島に帰郷した際に大野事務所と争ったことがきっかけとなって入所した。仕事の依頼が女性へのセクハラ問題、離婚問題、人権差別問題が絡むと熱心に取り組み、どんな相手でも手段を択ばず全く引かない一面があり正義感の強い。しかし、母親の幸せを優先するなら旦那や子供の人生が壊れるのは当たり前という論を正当化するような一面も持つ。また、男らしさを利用して自分だけが得をする方法を考えるなど、煮ても焼いても食えない性格である性格であり、事務所のメンバーには普段は敬語で話しつつも格下と見ている節がある。仕事は基本的にドライに事務的にこなし転んでもタダでは起きない性格と狡猾さを併せ持つ。事務所内から見てもやや行きすぎた行動を取ることもあり、他の所員とは意見が対立することも多い。またどんな人間相手にも高圧的に振舞う性格で、特に田村や栄田にはその傾向が強い。
加葉 礼文（かよう のりふみ）
『カバチ!!!』から登場。不動産会社に勤めていたが、不動産業界の知識はなく、田村と一緒に仕事をした時には「法律なんか馬鹿馬鹿しい」という考えで顧客に犯罪を教唆して証人を顧客の金で買収した上で、顧客や自分の会社を脅迫しようとするなど手段を選ばぬところがありそこを田村に必要とされて大野事務所にバイトとして入所、現在では正所員になっている。また事務所の署員を内心では見下しており、栄田とは犬猿の仲であり所長の田村もバカにしているようである。
検備沢 太郎（けびさわ たろう）
大野の旧友の弁護士。行政書士として駆け出しの時代の大野とは対立したこともあったが、現在では友好な関係を築いている。
行政書士の業務範囲外の問題が起きた際に協力を依頼する弁護士である。大野同様普段は飄々としており、その性格のため当初は重森、栄田は苦手意識を持っている描写がなされていた。

### その他
小石川 さや香（こいしかわ さやか）
『特上カバチ!!』から登場。住吉の友人であり、市役所に勤めている。詐欺事件に巻き込まれた事をきっかけに住吉に相談、田村と出会う。田村は彼女に一目ぼれし交際するものの、彼女自身は田村をただの友達としか思っておらず、田村が恋人のように振舞おうとするとセクハラだと糾弾して逃げるという態度を取る。田村とは何度か上辺だけのデートをしたものの、結局は田村に振り向くことはなく市役所の同僚である別の男性と結婚した。
宇奈月　黒士
大野事務所と対立することが多い、広島市に事務所を抱える初老の行政書士。
非弁上等で依頼人から報酬を得る事を第一としており、それが原因で大阪を追われてきた。決して無能というわけではなく、自転車事故による賠償では大野事務所に勝利している。大野事務所とは対立が多いものの決して悪人というわけではなく、子供が理不尽に不幸な目に会うことを嫌う性格でそこは栄田と似ている。
咲園 ツトム（さきぞの つとむ）
大野の養子。交通事故で両親を亡くし、大野に引き取られる。大野のことを「オッチャン」と呼んで慕っている。

## 書誌情報
- 田島隆（原作） / 東風孝広（作画） 『カバチタレ!』 講談社〈モーニングKC〉、全20巻
  1. 1999年11月19日発売[5]、ISBN 4-06-328657-6
  2. 2000年2月21日発売[6]、ISBN 4-06-328676-2
  3. 2000年5月22日発売[7]、ISBN 4-06-328692-4
  4. 2000年8月21日発売[8]、ISBN 4-06-328706-8
  5. 2000年11月20日発売[9]、ISBN 4-06-328722-X
  6. 2001年2月19日発売[10]、ISBN 4-06-328737-8
  7. 2001年5月21日発売[11]、ISBN 4-06-328752-1
  8. 2001年9月19日発売[12]、ISBN 4-06-328768-8
  9. 2001年12月21日発売[13]、ISBN 4-06-328788-2
  10. 2002年4月20日発売[14]、ISBN 4-06-328810-2
  11. 2002年9月18日発売[15]、ISBN 4-06-328838-2
  12. 2003年1月21日発売[16]、ISBN 4-06-328860-9
  13. 2003年8月20日発売[17]、ISBN 4-06-328901-X
  14. 2003年12月22日発売[18]、ISBN 4-06-328919-2
  15. 2004年4月23日発売[19]、ISBN 4-06-328947-8
  16. 2004年7月23日発売[20]、ISBN 4-06-328965-6
  17. 2004年10月22日発売[21]、ISBN 4-06-328985-0
  18. 2004年12月21日発売[22]、ISBN 4-06-372402-6
  19. 2005年3月23日発売[23]、ISBN 4-06-372419-0
  20. 2005年6月23日発売[24]、ISBN 4-06-372441-7
- 田島隆（原作） / 東風孝広（作画） 『特上カバチ!!』 講談社〈モーニングKC〉、全34巻
  1. 2005年10月21日発売[25]、ISBN 4-06-372473-5
  2. 2005年10月21日発売[26]、ISBN 4-06-372474-3
  3. 2006年1月23日発売[27]、ISBN 4-06-372492-1
  4. 2006年4月21日発売[28]、ISBN 4-06-372511-1
  5. 2006年7月21日発売[29]、ISBN 4-06-372538-3
  6. 2006年10月23日発売[30]、ISBN 4-06-372557-X
  7. 2007年1月19日発売[31]、ISBN 4-06-372573-1
  8. 2007年4月23日発売[32]、ISBN 978-4-06-372589-6
  9. 2007年7月23日発売[33]、ISBN 978-4-06-372614-5
  10. 2007年10月23日発売[34]、ISBN 978-4-06-372635-0
  11. 2008年1月23日発売[35]、ISBN 978-4-06-372658-9
  12. 2008年3月21日発売[36]、ISBN 978-4-06-372671-8
  13. 2008年6月23日発売[37]、ISBN 978-4-06-372707-4
  14. 2008年9月22日発売[38]、ISBN 978-4-06-372731-9
  15. 2008年12月22日発売[39]、ISBN 978-4-06-372760-9
  16. 2009年3月23日発売[40]、ISBN 978-4-06-372780-7
  17. 2009年6月23日発売[41]、ISBN 978-4-06-372799-9
  18. 2009年9月23日発売[42]、ISBN 978-4-06-372830-9
  19. 2009年12月22日発売[43]、ISBN 978-4-06-372856-9
  20. 2010年1月22日発売[44]、ISBN 978-4-06-372867-5
  21. 2010年4月23日発売[45]、ISBN 978-4-06-372880-4
  22. 2010年7月23日発売[46]、ISBN 978-4-06-372916-0
  23. 2010年10月22日発売[47]、ISBN 978-4-06-372949-8
  24. 2011年1月21日発売[48]、ISBN 978-4-06-372971-9
  25. 2011年4月22日発売[49]、ISBN 978-4-06-372991-7
  26. 2011年7月22日発売[50]、ISBN 978-4-06-387021-3
  27. 2011年10月21日発売[51]、ISBN 978-4-06-387046-6
  28. 2012年1月23日発売[52]、ISBN 978-4-06-387073-2
  29. 2012年4月23日発売[53]、ISBN 978-4-06-387097-8
  30. 2012年7月23日発売[54]、ISBN 978-4-06-387126-5
  31. 2012年10月23日発売[55]、ISBN 978-4-06-387147-0
  32. 2013年1月23日発売[56]、ISBN 978-4-06-387177-7
  33. 2013年6月21日発売[57]、ISBN 978-4-06-387205-7
  34. 2013年6月21日発売[58]、ISBN 978-4-06-387222-4
- 田島隆（原作） / 東風孝広（作画） 『カバチ!!!』 講談社〈モーニングKC〉、全39巻
  1. 2013年12月20日発売[59]、ISBN 978-4-06-387282-8
  2. 2013年12月20日発売[60]、ISBN 978-4-06-387283-5
  3. 2014年4月23日発売[61]、ISBN 978-4-06-388301-5
  4. 2014年6月23日発売[62]、ISBN 978-4-06-388346-6
  5. 2014年9月22日発売[63]、ISBN 978-4-06-388374-9
  6. 2014年12月22日発売[64]、ISBN 978-4-06-388410-4
  7. 2015年3月23日発売[65]、ISBN 978-4-06-388442-5
  8. 2015年6月23日発売[66]、ISBN 978-4-06-388469-2
  9. 2015年9月23日発売[67]、ISBN 978-4-06-388499-9
  10. 2015年12月22日発売[68]、ISBN 978-4-06-388540-8
  11. 2016年4月22日発売[69]、ISBN 978-4-06-388577-4
  12. 2016年7月22日発売[70]、ISBN 978-4-06-388619-1
  13. 2016年10月21日発売[71]、ISBN 978-4-06-388646-7
  14. 2017年1月23日発売[72]、ISBN 978-4-06-388682-5
  15. 2017年4月21日発売[73]、ISBN 978-4-06-388712-9
  16. 2017年7月21日発売[74]、ISBN 978-4-06-510162-9
  17. 2017年10月23日発売[75]、ISBN 978-4-06-510509-2
  18. 2018年1月23日発売[76]、ISBN 978-4-06-510829-1
  19. 2018年4月23日発売[77]、ISBN 978-4-06-511288-5
  20. 2018年7月23日発売[78]、ISBN 978-4-06-512012-5
  21. 2018年10月23日発売[79]、ISBN 978-4-06-513195-4
  22. 2019年1月23日発売[80]、ISBN 978-4-06-514291-2
  23. 2019年4月23日発売[81]、ISBN 978-4-06-515106-8
  24. 2019年7月23日発売[82]、ISBN 978-4-06-516512-6
  25. 2019年10月23日発売[83]、ISBN 978-4-06-517906-2
  26. 2020年1月23日発売[84]、ISBN 978-4-06-518186-7
  27. 2020年4月23日発売[85]、ISBN 978-4-06-519082-1
  28. 2020年7月20日発売[86]、ISBN 978-4-06-519635-9
  29. 2020年10月23日発売[87]、ISBN 978-4-06-521048-2
  30. 2021年1月21日発売[88]、ISBN 978-4-06-521868-6
  31. 2021年4月23日発売[89]、ISBN 978-4-06-523042-8
  32. 2021年7月20日発売[90]、ISBN 978-4-06-523728-1
  33. 2021年9月22日発売[91]、ISBN 978-4-06-525076-1
  34. 2021年9月22日発売[92]、ISBN 978-4-06-525075-4
  35. 2021年10月21日発売[93]、ISBN 978-4-06-525077-8
  36. 2021年10月21日発売[94]、ISBN 978-4-06-525078-5
  37. 2021年11月22日発売[95]、ISBN 978-4-06-525079-2
  38. 2021年11月22日発売[96]、ISBN 978-4-06-525081-5
  39. 2021年12月23日発売[97]、ISBN 978-4-06-526182-8

## テレビドラマ『カバチタレ!』
2001年1月11日から3月22日まで毎週木曜日22:00 - 22:54に、フジテレビ系「木曜劇場」枠で放送された。主演は常盤貴子と深津絵里。

### 制作
原作漫画の主人公の田村勝弘と栄田千春がドラマでは女性に置き換えられ、物語の舞台が広島から東京に変わっている。登場人物の変更のほか、ドラマのオリジナルキャラクターも多い。
序盤に田村に退職金と未払い分の給料が支払われるようにするのが原作では大野だがドラマでは栄田であるなど、登場人物の役割が一部入れ替わっており、様々な部分でキャラクター設定が変更されている。
ドラマは、ひょんなことで出会った田村と栄田の周囲で展開されるコメディ部分と、大野行政書士事務所で繰り広げられる依頼者（受任者）側と相手側との攻防戦（法律バトル）を並行しながら同時展開する構成となっている。

### キャスト（カバチタレ!）

#### 主要人物
田村 希美（たむら のぞみ）〈27→28〉
演 - 常盤貴子
両親を早くに亡くした苦労人。高校時代までに八王子、広島、香川、富山、岐阜、山形、広島と転々とする。第1話で親戚に預けていた弟の優太を広島から東京に呼び寄せる。モータース屋で働いていたが、社長から受けたセクハラ行為に反抗したところ解雇されてしまい、途方に暮れていた時に偶然病院の待合室で知り合った千春から「解雇予告手当」を請求するようアドバイスされる。彼氏に騙されて怪しい温泉宿へ売り飛ばされたが、千春に助けられその後は喫茶店「イン・ザ・レイン」のウェイトレスとして働きながら、千春の補助者として事務所でアルバイトをする。優しく正義感の強い性格が災いし、多くのトラブルに見舞われるが「信じる者は救われる」という信念のもと、持ち前の明るさと粘り強さで乗り切っていく。その姿勢は千春や大野、後に戦うことになる生田にも高く評価され「本気で法律を勉強して、行政書士にならないか？」と勧められるほどである。第9話で誕生日を迎えた。ちなみにこの日、内田陽平が役所に提出した書類から考えて、希美の誕生日はおそらく3月9日だと思われる。
栄田 千春（さかえだ ちはる）〈28〉
演 - 深津絵里
大野行政書士事務所に勤める行政書士。子供の頃、教師をしている父が「人を信じろ」というあまりに、相談に来たいじめられっ子を救えず、死に追いやってしまったという場面を目の当たりにし「信じる者は救われない」という信念を持つようになった。以降父と不仲になり、実家には何年も帰っていない。仕事は素早く正確。普段は強気で冷静、かつ理屈っぽいが、想定外の事態に遭遇するとパニックに陥り、思考が停止してしまう。女性警察官の京子とは犬猿の仲で天敵。正反対の性格の希美とは時にぶつかることもあるが、いい男に弱く、正義感と結婚願望がとても強いという共通点があり、行動をともにするうちに彼女を親友と思うようになる。
田村 優太（たむら ゆうた）〈16〉
演 - 山下智久
希美の弟。広島から姉を頼って上京してきた高校生。よくトラブルに巻き込まれる姉を常に心配している。転校先の高校の女子にはもてるのだがあまり上手くいかない（本人曰く「今年は女難の年」）。最終話では春奈と結婚することを決める（年齢が16歳のため婚姻届は提出していない）。

#### 大野行政書士事務所
大野 勇（おおの いさむ）〈42〉
演 - 陣内孝則
事務所所長である行政書士。離婚経験があり娘と二人暮らしで、また鉄人28号が好きという設定が追加された。基本的には冷静沈着だが、時々鉄人の（白黒の）カットが入ったり、相手が包丁を持って押しかけてきたときでも鉄人のテーマソングを聴きながら弁当を食べるなどギャグ色も強いキャラクターに変更されている。弁護士の生田とは犬猿の仲で天敵。
金田 銀四郎（かねだ ぎんしろう）〈23〉
演 - 岡田義徳
原作とは違って資格は持っておらず、千春にあごで使われている。千春に恋心を抱いており告白するシーンもある。原作の田村に近いキャラクター。
長谷川 幸男（はせがわ ゆきお）〈30〉
演 - 岡田浩暉
有資格者の所員。千春の先輩に当たる。キャラクター的には原作の金田に近く、以前は給料の3分の2をキャバクラ通いに注ぎ込んでいた。
重森 寛治（しげもり かんじ）〈42〉
演 - 田窪一世
原作と同じく、大野事務所の補助者であり、共に事務所を立ち上げた一番の古株。
加藤 マキ（かとう マキ）〈24〉
演 - 伊藤さおり（北陽）
事務員。最終話で恋人の長谷川と結婚する。

#### 警察
宮城 京子（みやぎ きょうこ）〈25〉
演 - 篠原涼子
女性警察官。ミニスカポリス。始めは交通課だったが第7話からは生活安全課に異動する。自分は正義であると信じている。千春とは犬猿の仲で天敵。第10話で大野と交際していることが皆に知れる。喫煙者。
福田 サキ（ふくだ サキ）〈21〉
演 - 猪俣ユキ
京子の後輩。交通課勤務。

#### その他の関係者
生田 加寿子（いくた かずこ）〈35〉
演 - 小林聡美
弁護士。一時は大野に協力を求めることがあったが最終話で大野を弁護士法違反で刑事告発しようとする。大野とは犬猿の仲で天敵。卓球が得意で、休日には練習場へ足を運ぶ。
小原 春奈（おばら はるな）〈16〉
演 - 香里奈
優太の彼女。高校生。時々優太の言動に幻滅することがあるが、最終話では海外へ飛び立つ前に優太と結婚することを決める。
各話で役が異なるクセのある人物
演 - 虻川美穂子（北陽）
第1話 郵便局員／第2話 弁当屋の配達員／第5話・第10話 八百屋さん／第9話 結婚したかった女／第11話 披露宴の客
大野 トモミ
演 - 井上結菜
勇の娘。
渋谷 ユミ
演 - 植松真実
生田の秘書。第9話から登場。

#### ゲスト
第1話
- 茸本 健司〈30〉（借金のかたとして希美を騙して北関東にある怪しげな温泉宿へ売り飛ばす） - 保阪尚輝
- 錦戸ファイナンス社長（希美を売り飛ばすよう健司に手ほどきをする） - 有薗芳記
- 亀有 敬三 - 板尾創路
- 温泉宿・女将 - 銀粉蝶
- 枕芸者・志穂 - 木村多江
- 野比 良子（健司の彼女） - 植松香
- 南田モータース社長（希美が働いていた整備工場） - 石井愃一
- 医者・兄 - 鈴木一平（第4話にも出演）
- 医者・弟 - 井坂俊哉（第4話にも出演）
- 田村 光子（希美の母） - 山下容莉枝
- 希美のアパートの大家 - 松美里杷（第6話にも出演）
- 知的な浮浪者 - 大杉漣（最終話にも出演）

第2話
- 大沢 一子（希美のアパートの隣人） - 山田優（第9話にも出演／タイトルバックのダンサー）
- 大沢 ヨネ子（一子の母） - もたいまさこ
- 大沢 学（一子の父） - 津村鷹志
- 占有屋 - 島本ひと之
- 占有屋の妻 - 広岡由里子
- 家庭裁判所の職員 - 三井善忠
- 刑事 - キモサベポン太
- 沢木 博之（大工・建設会社を起業しようと計画中）- 川端竜太（第5話、最終話にも出演）
- ヨウコ（優太のクラスメイト）- 大村彩子（第3話、第7話、第10話にも出演）
- アユミ（優太のクラスメイト）- 小島亜美（第3話、第7話、第10話にも出演）
- 河合 千絵（優太の学校の女子生徒・女番長格）- 小泉絵美子（第9話にも出演）

第3話
- 横山 正輝（運送会社社長・光司の父親）- 國村隼
- 横山 光司（優太の学校の男子生徒・番長格）- 内田朝陽
- 正輝の妻 - 中村敦子
- 鎌田 昌代（松雄たちの母）- 草村礼子
- 鎌田 菊男（正輝の運送会社の従業員・松雄たちの父）- 伊藤幸純
- 鎌田 松雄（昌代の息子） - 近江谷太朗
- 梅代（昌代の娘） - キムラ緑子
- 桜子（昌代の娘） - 明星真由美（第5話にも出演）
- 風間（千春のマンションの住人・蛇の飼い主）- 中沢昭泰
- 優太の学校の女子生徒 - 佐々木恵理
- ストーカー - 顔田顔彦
- 魅せる紳士（露出狂） - 中丸新将（最終話にも別役で出演 ※一人二役）
- 上里 康太郎（希美の高校時代の彼氏） - 加勢大周（第4話、第5話にも出演）

第4話
- 松崎 勝子 - 黒田福美
- 松崎 奈々子（勝子の娘） - 遠藤ゆう
- 恒子（奈々子の遊び友達） - 水川あさみ
- 薫（奈々子の遊び友達） - 横須賀まりこ
- 赤西 園子（飲み屋の女）- 篠原麻希子

第5話
- 中丸 孝之（クリーニング店店員） - 小林すすむ
- クリーニング店店長 - 六平直政（第8話にも出演）
- 浜田 陽子（優太の元カノ） - 嘉門洋子（第8話にも出演）
- 町田 和哉（コンビニ店員） - 妻夫木聡（第10話、最終話にも出演）
- 検事 - 大鷹明良
- 副署長 - 谷本一
- さわやかなライダー - 藤岡弘（最終話にも出演）

第6話
- 福原 卓巳 （いずみの婚約者・商社マン）- 豊原功補（第7話にも出演）
- 野中 いずみ（希美の友人） - 菅原禄弥（第7話にも出演）
- 伊藤 ナツミ - 樹里
- アユミ - 広沢味希
- 自称アユミの夫・田口 - 伊藤正之
- 自称アユミの夫の先輩・石田 - 金田明夫

第7話
- 出張ホスト店店長 - 大河内浩
- 雪乃（出張ホスト1人目の美人の客） - 国本真子
- カスミ（出張ホスト2人目の太った客） - 町野あかり
- コンビニ男 - 矢島健一
- 卓巳の上司 - 樋渡真司
- 生活安全課の刑事 - 坂西良太
- 白バイ警官 - 井川修司

第8話
- 内田 陽平（小料理店店主） - 鶴見辰吾（第9話にも出演）
- 内田 冴子 - 中島ひろ子（第9話にも出演）
- 内田 大輔（陽平と冴子の息子） - 松崎駿司（第9話にも出演）
- 内田 美帆（陽平と冴子の娘） - 佐久間李奈（第9話にも出演）
- 水野 尚人 - 石橋保（第10話にも出演）
- 今井 健吾 - 富田賢太郎
- 区役所の職員 - 三井善忠

第9話
- 荻原刑事 - 田中哲司
- 袴田刑事 - 冷泉公裕
- 今井 あゆ子 - 榊ゆりこ
- 戸塚 則夫 - 牧野鉱二（最終話にも出演）
- 喫茶店「イン・ザ・レイン」店長 - 酒井敏也
- 失礼な占い師 - 野際陽子

第10話
- 梨本 誠一（吾郎の息子・梨本クリニック副院長） - 金子賢（最終話にも出演）
- 増田 祐子（希美の広島時代の友達・梨本クリニックの看護婦） - 高木りな（最終話にも出演）
- 増田 悠二（裕子の夫・希美の広島時代の友達） - 林泰文（最終話にも出演）
- 梨本 吾郎（梨本クリニック院長）- 鹿内孝（最終話にも出演）
- 山吹建設社長（悠二の勤務先の社長）- 須永慶
- 英語の先生 - 山田玲奈

最終話
- 春奈の父 - 中丸新将（第3話にも別役で出演 ※一人二役）

### スタッフ（カバチタレ!）
- 原作：田島隆、作画：東風孝広、監修：青木雄二『カバチタレ!』（講談社『モーニング』）
- 脚本：大森美香
- 演出：武内英樹（フジテレビ）、水田成英（フジテレビ）
- 音楽：吉俣良
- 主題歌：キタキマユ「ドゥー・ユー・リメンバー・ミー」（Sony Music Records）
- プロデュース：山口雅俊（フジテレビ）
- 制作著作：フジテレビ

### 放送日程（カバチタレ!）
| 各話                                                       | 放送日        | サブタイトル                           | 法的テーマ                               | 演出     | 視聴率 |
| ---------------------------------------------------------- | ------------- | -------------------------------------- | ---------------------------------------- | -------- | ------ |
| 第1話                                                      | 2001年1月11日 | 恋する女、温泉に売られる               | 内容証明・緊急避難・違法性の阻却         | 武内英樹 | 21.4%  |
| 第2話                                                      | 2001年1月18日 | 暴走! 包丁もったオバさん               | 不動産競売                               | 武内英樹 | 18.3%  |
| 第3話                                                      | 2001年1月25日 | あっ! と驚くいい男とカレーうどん       | 労災保険・示談                           | 水田成英 | 19.9%  |
| 第4話                                                      | 2001年2月01日 | 恋人は子持ちで痴漢なの!                | 心裡留保                                 | 水田成英 | 17.6%  |
| 第5話                                                      | 2001年2月08日 | 免停と交通違反キップで警察と対決!      | 道路交通法                               | 武内英樹 | 18.7%  |
| 第6話                                                      | 2001年2月15日 | 浮気妻慰謝料サギと家賃値上げを撃退     | 供託                                     | 水田成英 | 19.3%  |
| 第7話                                                      | 2001年2月22日 | 甘い罠商社マンが出張ホストで転落!      | 債務不履行・因果関係                     | 武内英樹 | 18.4%  |
| 第8話                                                      | 2001年3月01日 | 暴力夫に気づかれないで離婚する方法     | 偽装離婚・私文書偽造罪・親族相盗例       | 水田成英 | 19.7%  |
| 第9話                                                      | 2001年3月08日 | 嫌がる夫と緊急離婚! 届出は24時間OK     | 親権・監護権・略取・誘拐罪               | 武内英樹 | 20.7%  |
| 第10話                                                     | 2001年3月15日 | ブリーフの白い色は恋人の色             | 強制わいせつ罪・傷害罪・暴行罪・非弁行為 | 水田成英 | 19.9%  |
| 最終話                                                     | 2001年3月22日 | セクハラ男に置き去られ結婚式で恥をかく | 正当防衛・不法侵入・監禁罪               | 武内英樹 | 18.3%  |
| 平均視聴率 19.3%（視聴率は関東地区・ビデオリサーチ社調べ） |               |                                        |                                          |          |        |

- 初回・最終回は22時 - 23時9分の15分拡大放送。

### 受賞（カバチタレ!）
- 第28回ザテレビジョンドラマアカデミー賞[98][99]
  - 助演女優賞（深津絵里）
  - 脚本賞（大森美香）

### 関連商品（カバチタレ!）
DVD
- カバチタレ! <完全版> DVD-BOX（2001年8月24日発売、NBCユニバーサル・エンターテイメントジャパン）
- カバチタレ! <完全版> DVD Vol.1〜6（2001年8月24日発売、NBCユニバーサル・エンターテイメントジャパン）
  - ※テレビ放送時にカットされたシーンも収録している。

サウンドトラック
- カバチタレ! オリジナル・サウンドトラック（2001年3月7日発売、ポニーキャニオン）

| フジテレビ 木曜劇場                            | フジテレビ 木曜劇場                   | フジテレビ 木曜劇場            |
| 前番組                                         | 番組名                                | 次番組                         |
| ---------------------------------------------- | ------------------------------------- | ------------------------------ |
| ラブコンプレックス （2000.10.12 - 2000.12.21） | カバチタレ! （2001.1.11 - 2001.3.22） | ムコ殿 (2001.4.12 - 2001.6.28) |

## テレビドラマ『特上カバチ!!』
2010年1月17日から3月21日まで、TBS系「日曜劇場」枠で放送された。ハイビジョン制作。嵐の櫻井翔と堀北真希のダブル主演作。
嵐のメンバーが日曜劇場に主演、出演は本作が初。また同枠の主題歌を担当するのも本作が初。番組開始前のスポットCMのナレーションは千葉繁→若本規夫が、番組開始後のナレーション、提供読みは玄田哲章が担当した。

### キャスト（特上カバチ!!）

#### 主要人物
田村 勝弘（たむら かつひろ）〈24〉
演 - 櫻井翔（嵐）
大野行政書士事務所で行政書士補助者として働く。素直で真っ直ぐな性格。いつも人にデリカシーを説こうとする。
本来法律家は依頼人の利益だけを考えるが「依頼人とその相手側両方が幸せになれる方法」をとりたいと考えている。法律に反したものは絶対に助けない主義。母とは別居中。
お人よしで、周りから「ゆとり」呼ばわりされている。事務所のメンバーに振り回されるが、話が進むたびに成長していく。
口癖は「法律はあなた（方）を許しませんよ」。
「料理の天才」を自称しているが、かなりの味覚オンチ。
綺麗好きである。下戸であり、飲むと二日酔いしやすい。非喫煙者。
第4話で美寿々の寝顔を見て「寝顔は可愛いんだけどなぁ」とつぶやいたり、最終回で「俺、住吉先生の事好きですよ」とあっさり告白するなどしており、美寿々に恋心を抱いている模様。
住吉 美寿々（すみよし みすず）〈22〉
演 - 堀北真希
大野行政書士事務所で、行政書士として働く紅一点。事務所では田村の指導者であり、法律上の論争で詰めが甘い部分等があれば指摘する。元ヤンキーで離婚歴が一度あり、それ以来は男嫌いとなる。見た目は可愛らしいが口調はきつく、依頼人のためなら手段を選ばない一面がある。有資格者であることからか田村と比べて法律上の穴が無く、仕事はそつがない。口癖は「あんた（=田村）馬鹿?（稀に怒鳴る）」。当初田村とは対立し、年下であるにもかかわらず田村より経験・実績共に豊富で、そして有資格者であることからか田村のことを呼び捨てで呼んでいるが、コンビを組んで案件を担当するうちに田村の良き理解者となっていった。
ただし、元々は田村と同様、罪のない人を食い物にする悪徳業者等は絶対に許さない主義である。悪徳業者に対しては、原作の住吉同様に田村や栄田ですら背筋が凍るほど残忍な法的行為をする。弁護士として生きる道を考えるも、田村の考えを聞いて心を動かされたのか、現在も行政書士を続ける。
田村とは対照的に部屋が汚い。酒豪であり喫煙者でもある。ストレスが溜まるとビールをがぶ飲みし、ケーキをやけ食いすることもあり、ごく稀に煙草を吸いまくることもある。
口には出さないが田村に好意を抱いていて、信頼できる法律家だと思っている。原作の住吉のように、田村や栄田らの男性メンバーに異常なまでの敵愾心を向ける面はなく、物語後半には田村を庇う場面も増え、原作での栄田の役割を受け持っている。またハラスメントのような行為は1話冒頭を除いてほぼない。

#### 大野行政書士事務所
大野 勇（おおの いさむ）〈55〉
演 - 中村雅俊
所長。凄腕の行政書士であり、依頼人を全面的に守るためには、相手を地獄の底に叩き落とすことも辞さないのが法律家としての姿と考えている。それゆえに田村のモットーを気に入っていないが、事務所の看板に泥を塗らなければ良いと黙認し、見守っている。弁護士の検備沢とは腐れ縁である。葉巻を愛用している。娘の写真を額縁に入れ、事務所のデスクの引き出しに沢山入れている。妻を随分前に亡くしている。
重森 寛治（しげもり かんじ）〈48〉
演 - 遠藤憲一
大野・栄田と共に事務所設立に貢献し、設立以来ずっと看板を守り続けている。事務所では金庫番的存在で、人一倍金にうるさいが、仕事ぶりは一流。田村には厳しく当たる一方で、成果を残せば食事をおごる等のご褒美をあげることで「アメとムチ」の対応をしている。通勤は原付。
栄田 千春（さかえだ ちはる）〈46〉
演 - 高橋克実
行政書士補助者。大野・重森と共に事務所設立に貢献し、設立以来ずっと看板を守り続けている。田村の指導者であるが些細な事でもすぐに田村に対して頭突きをしたり、本で頭を叩く等の明らかな体罰を行うが、田村からは慕われている。仕事ぶりは一流で、田村がピンチに追い込まれたときには助け舟を出す。あだ名は「パンチゴリラ」。独身であるが、昼食は自分で作った弁当で、たいていはキャラ弁。趣味はビデオを使った筋力トレーニング。

#### 検備沢法律事務所
検備沢 京子（けびさわ きょうこ）〈48〉
演 - 浅野ゆう子（特別出演）
所長。凄腕の弁護士で、金銭感覚は並ではない。大野勇が行政書士ゆえに法的な論争に介入できないことで、そのときに案件を引き受けている。また、大野勇の悩みの相談役でもある。住吉美寿々、甲斐杏（旧姓 大野）らとはプライベートでの交流も深い。
土方竜馬（23）
演 - 上里亮太（FIVE）
弁護士。居候弁護士（通称イソ弁）で、所長・検備沢京子が外出の際にはボディガードのように付いて回る。
沖田晋作（23）
演 - 伊郷アクン（Question?）
弁護士。居候弁護士（通称イソ弁）で、土方竜馬と共に所長・検備沢京子が外出の際にはボディガードのように付いて回る。

#### 柿崎家
柿崎松郎（49）
演 - 渡辺いっけい
田村が住むアパート・メゾン柿崎の大家。トラブルに巻き込まれるとすぐに田村を頼る。トラブルの解決のためには田村が食事中や多忙であること等を意に介さず、彼の部屋に駆け込んでくることはしばしばで彼の部屋を「トラブル駆け込み寺」としている。あるいは、田村を自室に強引に連れてくることもある。しかし、それは田村を人物的にも慕っている表れで田村のよき相談役でもある。
柿崎晴子（38）
演 - 田丸麻紀
田村が住むアパート・メゾン柿崎の大家柿崎松郎の妻。近所の情報は常に把握しておりトラブルを知ると、すぐに田村に相談を依頼する。金儲けになる話には弱い一方で、よく騙される。このせいで、夫・松郎と夫婦喧嘩になるのはしばしばであるが、関係は何かとうまく行っている。夫・松郎と同様、田村を頼りにし、人物的にも慕っている。言葉は、関西弁で話す。

#### その他
スナック「女郎蜘蛛」のママ
演 - 川村早織梨
マユ
演 - 吉田桂子
船山刑事
演 - 小浜正寛
謎の女子高生（17）
→第五話〜：大野 杏（おおの あん）〈18〉
→第八話〜：甲斐 杏（かい あん）〈18〉
演 - 菊里ひかり
大野の娘。高校生で難しいお年頃だが、実際は純粋。父の猛反対を乗り越え、長年の彼氏、甲斐洸と入籍した。ただし、結婚の条件は洸が税理士試験に合格することである。母を亡くして、しばらくふさぎこんでいたときに心の支えとなってくれたことが付き合うきっかけである。田村のことを彼氏の洸を窮地から救ってもらったこと、そして入籍を支持してくれたことで人物的に慕い、悪を根絶やしにする「正義の法律家」としても支持している。高層マンションに住んでいる。携帯の着信音は「Butterfly」。成績優秀。
クイズクイーン（「モリワキ」と表示されている）
演 - 森脇英理子
番組内で放送される「特上カバチ懸賞クイズ」の案内人だが、彼女の出すクイズは番組の内容とは何ら関係ない。第9話ではテレビキャスターとしても登場。

#### ゲスト
※太字が依頼人。
第一話・第二話
- 中山正（42） - 吉田栄作（第二話）
- 中山芳子（43） - 澤口夏奈子（第二話）
- 中山正の母 - 市川千恵子（第二話）
- 上杉哲夫（42） - 田口浩正（第二話）
- 上杉衿子（45） - 平栗あつみ（第二話）
- 上杉賢 - 矢崎広（第二話）
- 教祖 - 前田美波里（友情出演、第一話）
- ニューハーフパブ「コケモモの木」のママ - 梅垣義明
- 植木美沙（うえき みさ） - 小原正子（クワバタオハラ）（第一話）
- 阪本正直 - みっちー（第二話）
- 庄野 - 平山浩行
- 植木等一 - 藤木勇人
- かすみ - 葉山レイコ
- 重森の依頼人 - 久太朗
- 大野の依頼人 - 土屋美穂子
- 大野の依頼人の娘 - 小林のん
- 小日本印刷の社長 - ト字たかお（第二話）
- 小西（こにし） - 菊池均也（第二話）

第三話
- 武藤淳 - 渡辺哲
- 枯草等（42） - 石黒賢
- 枯草美咲（4） - 芦田愛菜
- 岡本桂（22） - 木南晴夏（第八話・第九話）
- 黒川隆（40） - 神保悟志
- 福島（ふくしま）部長 - 山崎大輔
- 久野英樹（くの ひでき） - 西田健
- 内藤 匠（ないとうたくみ） - 大高洋夫
- ナイトー事務機器の社員 - モハメド・ヨネ

第四話
- 吉田香織（よしだ かおり）〈39〉 - 清水美沙
- 吉田 学（よしだ まなぶ）〈40〉 - 近藤芳正
- 元堀源五郎（61） - 酒井敏也
- 猪俣蘭子（33） - 辺見えみり（友情出演）
- 奥田店長 - 正名僕蔵
- 原山支店長 - 小久保丈二
- ホステス・ルミ - 奏谷ひろみ

第五話
- 甲斐 洸（18） - 太賀（第九話）
- 甲斐正太郎（45） - 山崎銀之丞
- 甲斐貴子（45） - 宮田早苗
- 百目鬼鉄雄（58） - 本田博太郎
- 蛭間蟲痔（40） - デビット伊東
- 大野の妻（故人・写真） - 中村ゆり
- 吸血金融の取り立て屋 - 阿部亮平

第六話
- 富田武（55） - 大地康雄
- 富田千枝（46） - 井上夏葉
- 宮下大作（40） - 石原良純
- 宮下緑（38） - 山下容莉枝
- 宮下ヤエ（83） - 草村礼子
- 北村【クレジットでは「北さん」】 - 二瓶鮫一
- 児島（保健所係員） - 伊藤正之
- 荒井基子 - 岡本麗（友情出演）
- 医師 - 庄司永建

第七話
- 山田耕司（38） - 三宅弘城
- 瀬古井克明（38） - 田中哲司

第八話
- 小津小百合（24） - 市川由衣
- 村田貴志（35） - 山崎樹範
- 江口浩介（30） - 金子賢
- 畠山武彦（42） - 春海四方
- 宮城（みやぎ）部長 - 中山克己

第九話
- 木元文子（75） - 大森暁美
- 大河内麻紀（60） - 江波杏子
- 銭鳥拓也（27） - 田中幸太朗
- 金好太郎（40） - 村杉蝉之介
- 刑事 - 奥田達士
- 刑事 - 伊藤昌一

最終話
- 水野健司（42） - 中村靖日
- 犬神誠一（31） - 坂口憲二
- 鷲塚勝一郎（59） - 竜雷太
- 狸穴渉 - おかやまはじめ
- 江藤正光 - 森田正光
- 本多修平 - 大野智（嵐）

### スタッフ（特上カバチ!!）
タイトルの『特上カバチ!!』だけに、スタッフもほぼ「特上○○」とクレジットされた。
- 特上原作 - 田島隆／東風孝広『特上カバチ!! -カバチタレ! 2-』（講談社モーニング連載中）
- 特上脚本 - 西荻弓絵
- 特上演出 - 加藤新、今井夏木、韓哲
- 並プロデュース - 植田博樹
- 特上プロデュース - 今井夏木
- 特上音楽 - 瀬川英史
- 特上主題歌 -  嵐「Troublemaker」（ジェイ・ストーム）
嵐が日曜劇場の主題歌を担当するのは本作が初めてとなる。
- 特別協力 - 三井物産、講談社
- 特上製作著作 - TBS

### 放送日程（特上カバチ!!）
| 各話                                                      | 放送日        | サブタイトル （ラテ欄・公式サイト） | サブタイトル（放送時）                                                                              | 演出     | 視聴率 |
| --------------------------------------------------------- | ------------- | ----------------------------------- | --------------------------------------------------------------------------------------------------- | -------- | ------ |
| 第1話                                                     | 2010年1月17日 | 法テクバトルの嵐                    | 遂に勃発! 法テクバトル!!                                                                            | 加藤新   | 12.9%  |
| 第2話                                                     | 2010年1月24日 | 絶対不敗の交渉術                    | 一発逆転! 絶対に負けない逆光交渉術!! 借金巌流島完結編!!!                                            | 加藤新   | 9.9%   |
| 第3話                                                     | 2010年1月31日 | パワハラ経営者に 勝つ方法           | 労働者氷河期、越冬地獄! 非正規雇用者をなめくさる 経営者に正義のカバチ!! いっぺんお前が飢えてみろ!!! | 今井夏木 | 9.1%   |
| 第4話                                                     | 2010年2月07日 | 保証人地獄に落ちた妻                | 美寿々のコスプレ潜入調査! 0.3秒で偽造書類が見破れる プロの（秘）テクニック!?                        | 今井夏木 | 10.8%  |
| 第5話                                                     | 2010年2月14日 | 娘へ!! 亡き母からの贈り物           | 息子名義で金借りまくる オヤジをしばき倒す秘策 鬼の大野の目にも涙!!!の巻                             | 韓哲     | 8.8%   |
| 第6話                                                     | 2010年2月21日 | この仕事で生き抜く覚悟!!            | 脱サラ独立開業が待ち受ける地獄道。 甘ちゃんやユトリは 社会の害悪です!!!の巻                         | 加藤新   | 7.2%   |
| 第7話                                                     | 2010年2月28日 | 家族の絆を取り戻せ!!                | 貧乏ビジネス繁盛!! ゼロゼロ物件に潜む悪徳業者!!! 実力行使で徹底抗戦カバチする!!!!                   | 今井夏木 | 8.5%   |
| 第8話                                                     | 2010年3月07日 | 決断!! 事務所を去る日               | ―                                                                                                   | 加藤新   | 9.5%   |
| 第9話                                                     | 2010年3月14日 | サギ師があなたを狙ってる            | ―                                                                                                   | 韓哲     | 8.7%   |
| 最終話                                                    | 2010年3月21日 | 最後の敵! それは父!!                | ―                                                                                                   | 加藤新   | 7.4%   |
| 平均視聴率 9.3%（視聴率は関東地区・ビデオリサーチ社調べ） |               |                                     | |          |        |

- 第4話は「WBA世界フライ級タイトルマッチ デンカオセーン・カオウィチット対亀田大毅戦」放送延長のため15分繰り下げ。
- 2010年2月28日の一部地域（秋田放送、四国放送、福井放送など）の放送はチリ地震に伴う大津波警報発令関連のニュース（NNN報道特別番組）のため、途中中断、あるいは休止された。TBSテレビをはじめとするJNN28局では平常通り放送されたが、画面右下に警報テロップが出された。なお、中断あるいは休止となった上記の3系列外局の振り替え放送日時については不明。

### 関連商品（特上カバチ!!）
DVD
- 「特上カバチ!!DVD-BOX」（2010年6月23日発売、バップ）

サウンドトラック
- 「特上カバチ!!オリジナル・サウンドトラック」（2010年3月3日発売）

書籍
- 「特上カバチ!!Photo Book」（2010年2月25日発売）

### エピソード

#### 喫煙シーン
- 住吉美寿々役の堀北真希をはじめ喫煙を演じる出演者にはタバコ、葉巻の代わりにネオシーダーが代用されている[注 8]。ただし喫煙習慣の無い出演者は事前に同意を得てから喫煙トレーニングを行うようにしている。また堀北真希のみクランクインのおよそ1か月前から喫煙トレーニング[注 9]を行っており、吸い過ぎたり、目的以外の喫煙やモラルに反する行為は一切行っていない。
- 路上では路上喫煙禁止条例に反するので別々に撮影し、CG合成を行っている。
- 体調不良などが発生した場合に備えて医療班を待機させ、禁煙サプリメントなども用意している。
- クランクアップ後は住吉美寿々役の堀北真希をはじめ、喫煙を演じたほとんどの出演者は禁煙している。

#### その他
- テロップフォローという、バラエティやアニメなどでオチを強調する場合などによく使われる手法を採用。また、本放送中に3択クイズを出題し、視聴者が正解と思う電話番号に電話をかけ（テレドーム）、正解者の中から1つの番号に電話をかけ、番組内でドラマ出演者と生電話できるなど、ドラマとしては新しい様々な手法を試みた（時差ネット局を除く）。
- 9話の中で、櫻井翔が出演している報道番組『NEWS ZERO』（日本テレビ系）のパロディ、「NEWS JERO」という番組が登場した。
- 櫻井はこのドラマの放送期間中はこのドラマの最後にある生電話と月曜キャスターとして出演している『NEWS ZERO』の2日連続で生放送番組に出演することとなった（毎週ではない）。
- 中村雅俊は、このドラマに出演したきっかけで、平成22年から23年まで「行政書士」のポスターに起用された。
- フジテレビ系列で2001年に放送されたドラマ「カバチタレ!」とは原作が同じなだけで世界観は無関係。

### ドラマへの批判
- ドラマ終了後の4月に大阪弁護士会がこのドラマにおいて「行政書士が法律で定められた業務範囲を明らかに超えた法律相談を行っている」とTBSに抗議していることが判明した。同会が提出した抗議文によると「文書作成料名目であれば、実質的には交渉の報酬であっても行政書士が受け取ってよいと誤解を生む内容になっている」「本人と同席した示談交渉で行政書士が主導的に交渉を行っている」などと指摘しており再放送やDVDの販売の自粛を求めていた。これに対してTBSは「弁護士の仕事との区分は説明されており誤解を与える内容ではない」と反論しており「個別の案件は受け入れられない」とコメントしている[101]。なお同会はかつてNHKで放送された『コンカツ・リカツ』でも同様の抗議を放送局であるNHKに行っていた。

| TBS 日曜劇場                        | TBS 日曜劇場                           | TBS 日曜劇場                     |
| 前番組                              | 番組名                                 | 次番組                           |
| ----------------------------------- | -------------------------------------- | -------------------------------- |
| JIN-仁- （2009.10.11 - 2009.12.20） | 特上カバチ!! （2010.1.17 - 2010.3.21） | 新参者 （2010.4.18 - 2010.6.20） |